# Eupithecia wittmeri
Eupithecia wittmeri är en fjärilsart som beskrevs av Edward P. Wiltshire 1980. Eupithecia wittmeri ingår i släktet Eupithecia och familjen mätare. Inga underarter finns listade i Catalogue of Life.